# 35 pr. n. št.
35 pr. n. št. je bilo po julijanskem koledarju navadno leto, ki se je začelo na četrtek ali petek, ali pa prestopno leto, ki se je začelo na sredo, četrtek ali petek (različni viri navajajo različne podatke). Po proleptičnem julijanskem koledarju je bilo navadno leto, ki se je začelo na četrtek.
V rimskem svetu je bilo znano kot leto sokonzulstva Kornificija in Seksta, pa tudi kot leto 719 ab urbe condita.
Oznaka 35 pr. Kr. oz. 35 AC (Ante Christum, »pred Kristusom«), zdaj posodobljeno v 35 pr. n. št., se uporablja od srednjega veka, ko se je uveljavilo številčenje po sistemu Anno Domini.

## Dogodki
- Ilirija postane rimska provinca

## Rojstva
- Marobod, kralj Markomanov in Kvadov († 37 n. št.)

## Smrti
- Sekst Pompej, rimski general (67 pr. n. št.)